# Fort Port-Royal
 (juillet 2016).
Le Fort Port-Royal est un fort situé dans la région de l'Acadie au Canada. Il a été construit par la France au XVIIe siècle quand cette région faisait encore partie de la Nouvelle-France lors du premier empire colonial français.

## Histoire
L'histoire de ce fort érigé par les Français dans l'Acadie illustre les difficultés auxquelles les pionniers de l'Acadie ont été confrontés au cours de la colonisation de l'Amérique du Nord.
Les Français arrivent en Acadie avec Pierre Dugua de Mons, seigneur féodal de la moitié du continent d'Amérique en vertu d'une charte royale octroyée par Henri IV. On ne retrouve aucun Européen entre le pôle nord et la ville espagnole de Saint Augustine en Floride. Puisque l'Île Sainte-Croix est considérée inappropriée pour passer l'hiver, Pierre Dugua de Mons et Samuel de Champlain cherchent un meilleur endroit pour s’installer.
En 1636, un fort est construit sur les rives de l'Équille (aujourd'hui appelée rivière Annapolis) par ordre du Baron de Poutrincourt, seigneur du domaine. « Il était à nous une chose merveilleuse en voir la distance équitable et la grandeur et les montagnes et les collines qu'environne cela, je me suis demandé comment un endroit si équitable est vraiment resté le désert, étant tout rempli des bois. Au très commencement nous étions désireux pour voir le pays au pénitentiaire, où nous avons trouvé des prairies presque constamment au-dessus de douze ligues de terre, parmi laquelle les ruisseaux courent vraiment sans nombre, venant des collines et des montagnes contiguës. Les bois sont très épais sur les côtes de l'eau ».
Au début, la ville est principalement habitée par des hommes (Champlain, de Poutrincourt, Lescarbot). Ce dernier, historien, décrit les tentatives et succès des pionniers dans ses ouvrages sur l'histoire de la Nouvelle-France.
Les travaux à Port-Royal sont presque les seuls entrepris dans la région sauvage de l'Amérique du Nord à cette époque. Le fort de Port-Royal est alors constitué d'une salle à manger spacieuse, dans l'un des principaux bâtiments du quadrilatère, d'un grand foyer et d'une grande salle à manger, lieux conviviaux pour les habitants. Champlain, entre 1606 et 1607, y établit l'Ordre du Bon-Temps. Les colons y reçoivent des visites diplomatiques, dont celle de Membertou.
Après qu'il s'est établi à Port-Royal, un des premiers actes du Baron de Poutrincourt fut d'inviter le vieux chef MicMac Membertou et les autres Micmacs à rejoindre la foi catholique. Après avoir converti vingt et un d'entre eux, ils se réunissent sur la côte devant Port-Royal et suivent les cérémonies religieuses sous la direction du prêtre La Flèche. Les MicMacs reçoivent les noms de la première noblesse en France et se voient offrir des présents par les Français. De telles scènes étaient courantes à l'époque : à Stadacona, à Hochelaga, chez les Outaouais, dans les Grands Lacs et sur la frontière du Golfe du Mexique.
Il se produisit ensuite un événement fâcheux pour les premiers habitants de l'Acadie. Un jour d'été ensoleillé en 1613, un navire navigua en haut du bassin, à la surprise des habitants qui étaient occupés dans les champs. Le navire n'était pas français mais bien anglais, arborant le pavillon de la Croix-Rouge d'Angleterre. Les fermiers ont fui vers la forêt et tenté de prévenir le commandant et ses soldats (qui étaient absents car partis en expédition). Le fort est devenu une proie facile pour le capitaine Samuel Argall, autorisé à détruire l'établissement français par l'entremise de Thomas Dale, le gouverneur de la Virginie.
Argall a détruit Port-Royal dans un contexte où la France et l'Angleterre s'engageaient dans une lutte pour la suprématie dans le Nouveau Monde. Port-Royal a pu renaître de ses cendres, mais son histoire est marquée par peu d'épisodes d'intérêt, à l'exception des sièges. Tout au long du conflit pour la possession de l'Acadie, les bannières arborant la fleur-de-lys ou la Croix-Rouge ont flotté sur le fort, selon que l'occupant était Français ou Anglais. Ainsi, en 1710 les colonies anglaises ont envoyé une expédition contre Port-Royal, sous l'ordre de Francis Nicholson, qui avait été le gouverneur de plusieurs des colonies anglaises. Le gouverneur français Daniel d'Auger de Subercase, s'est efforcé de défendre le fort, mais sa garnison était dans une condition lamentable et incapable de résister aux attaques des assiégeants; il a dû capituler dans la deuxième moitié du mois d'octobre. Le fort avait été considérablement renforcé et était beaucoup plus grand que celui érigé par De Poutrincourt, mais il demeure  que Port-Royal n'était qu'un port insignifiant en comparaison avec Québec ou Louisbourg. Plusieurs établissements s'étaient développés au cours du siècle aux alentours du fort et partout dans le pays arrosé par les ruisseaux qui coulent dans la Baie de Fundy.
Dans les détails de la capitulation, on prend la mesure de la négligence avec laquelle le Gouvernement français a traité Port-Royal. Non seulement le fort était dans un état délabré, mais la garnison d'environ 250 hommes, était épuisée et affamée, leurs uniformes en loques. Depuis ce jour, Port-Royal demeure la possession des Anglais ; l'Acadie avait été perdue pour toujours pour la France, alors qu'elle s'était battue si longtemps pour la conserver. Le nom de Port-Royal a été changé pour celui d'Annapolis, en l'honneur de la Reine Anne d'Angleterre. Annapolis fut longtemps le site du gouvernement de la Nouvelle-Écosse, jusqu'à ce qu'Halifax soit fondée vers le milieu du XVIIIe siècle. Par la suite, la ville la plus vieille en Amérique (à l'exception de Saint-Augustine), a été reléguée à l'obscurité et est devenue un souvenir par l'histoire. La verdure d'antiquité se cramponne à l'endroit où les vestiges de l'occupation française ont plus d'une fois été déterrés par des cultivateurs aux alentours de la ville.
Il existait autrefois une grande pierre, datée de l'année 1604 et sur laquelle on avait gravé une présentation. Comme d'autres souvenirs intéressants glanés en Acadie, cette pierre a disparu et son emplacement est tombé dans l'oubli. Les vieux bâtiments français ne sont plus debout à Annapolis Royal, mais des signes de l'occupation française dans les restes du fort sont encore visibles. Dans les vallées fertiles du Roi et de Port-Royal on peut voir des jardins, des prairies et des vergers. Voici le pays d'abord reconquis de la mer par les vieux fermiers acadiens. 